# Casa al carrer Sant Joan, 5 (Tàrrega)
Casa al carrer Sant Joan, 5 és una obra de Tàrrega (Urgell) protegida com a Bé Cultural d'Interès Local.

## Descripció
Edifici entre mitgers de planta baixa, dos pisos i golfes, amb la façana principal configurada a partir d'un sol eix de composició vertical. A la planta baixa es troba una gran porta d'accés a l'immoble, de fusta, de dues fulles i flanquejada per dues pilastres; aquests últims presenten una franja buixardada i emmarcada al centre del fust, així com un capitell amb elements decoratius de motius vegetals. La porta compta amb una ampla franja de pedra a manera de llinda, decorada amb motius geomètrics i vegetals i amb la data '1866' gravada al centre. A banda i banda de la planta baixa, a la part superior, hi ha dues targes rectangulars, amb un medalló al centre decorat amb elements florals.
A cadascun dels dos pisos superiors hi ha una obertura rectangular amb brancals de pedra buixardada que s'obre a un balcó individual en voladís. Es tracta de balcons de dibuix amb motius decoratius en forma de volutes i elements vegetals que presenten un fris de pedra a la part inferior, decorat amb una línia curvilínia. L'obertura del primer pis té un frontó circular amb un element central que sobresurt, mentre que aquella del segon pis només compta amb una llinda de pedra. Ambdós balcons estan suportats per mènsules; les del primer pis, a més, flanquegen la porta principal de l'immoble.
Al nivell de les golfes s'obren tres obertures de petites dimensions i d'estructura rectangular amb emmarcaments de pedra. Destaquen les dues finestres laterals per presentar brancals buixardats. Flanquegen l'obertura central dues targes quadrades de pedra amb una fulla lanceolada al seu interior. La façana està coronada per una cornisa llisa de diverses filades.
Cadascun dels pisos està separat visualment per línies d'imposta amb línies curvilínies en baix relleu i amples franges llises de pedra. Tot el parament és fet a base de carreus regulars ben escairats: a la planta baixa estan disposats en franges horitzontals, i a la resta de pisos formen filades.